# Azcapotzalco
Azcapotzalco là một đô thị thuộc bang Distrito Federal, México. Năm 2005, dân số của đô thị này là 425298 người.